# خط اتصال
خط اتصال (به انگلیسی: Slur) از اصطلاحات موسیقی، خطی کمانی (منحنی) شکل شبیه به خط اتحاد می‌باشد که در بالا یا پایین دو یا چند نت غیر هم صدا قرار می‌گیرد و صدای آن‌ها را به یکدیگر متصل می‌کند. در سازهای زهی آرشه‌ای نت‌هایی که خط اتصال دارند را با «یک آرشه» (بدون تغییر جهت آرشه) و در سازهای بادی و آواز با یک نَفَس اجرا می‌کنند. در پیانو نیز این نت‌ها باید بدون برداشته شدن دست نواخته شوند. این نت‌ها کاملاً پیوسته (لگاتو) اجرا می‌شوند. 

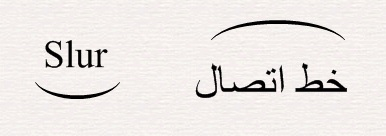
خط اتصال (Slur)

به غیر از آن «جمله» یا «نیم جمله موسیقی» به کمک خط اتصال مشخص می‌گردد.

## جستارهای وابسته

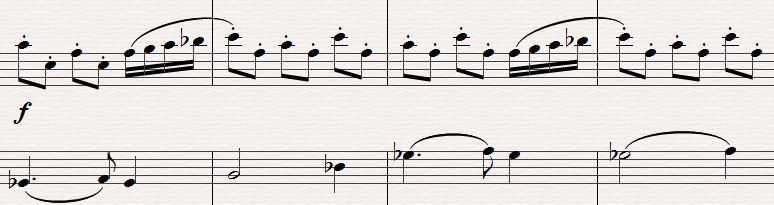
استفاده از خط اتصال در بخشی از نت یک قطعه موسیقی

## یادکردها
1. ↑  منصوری، تئوری بنیادی موسیقی، ۵۰–۵۱.